# Ryojius
Ryojius là một chi nhện trong họ Linyphiidae.